# Маріан Габорик
Маріан Габорик (словац. Marián Gáborík; 14 лютого 1982, м. Тренчин, ЧССР) — словацький хокеїст, крайній нападник. Виступає у Національній хокейній лізі.

## Спортивна кар'єра
Вихованець хокейної школи «Дукла» (Тренчин). Виступав за «Дукла» (Тренчин), «Міннесота Вайлд», «Фер'єстад» (Карлстад), «Нью-Йорк Рейнджерс», «Колумбус Блю-Джекетс».
В чемпіонатах НХЛ — 1019 матчів (403+405), у турнірах Кубка Стенлі — 84 матчів (32+26).
У складі національної збірної Словаччини провів 60 матчів (24 голи); учасник зимових Олімпійських ігор 2006 і 2010 (13 матчів, 7+5), учасник чемпіонатів світу 2001, 2004, 2005, 2007, 2011 і 2015 (42 матчі, 20+13), учасник Кубка світу 2004 (4 матчі, 1+0).
У складі молодіжної збірної Словаччини учасник чемпіонатів світу 1999 і 2000. У складі юніорської збірної Словаччини учасник чемпіонату Європи 1998, чемпіонатів світу 1999 і 2000.
Фіналіст Кубка світу 2016 року у складі збірної Європи.
Досягнення
- Володар Кубка Стенлі (2014)
- Срібний призер чемпіонату Швеції (2005)
- Учасник матчу всіх зірок НХЛ (2009, 2012)
- Бронзовий призер молодіжного чемпіонату світу (1999)
- Бронзовий призер юніорського чемпіонату світу (1999)

Нагороди
- Найкращий нападник юніорського чемпіонату світу (1999)
- Найкращий бомбардир юніорського чемпіонату світу (1999) — 11 очок.

## Статистика

### Клубні виступи
| Сезон        | Клуб                   | Ліга         | Регулярний сезон | Регулярний сезон | Регулярний сезон | Регулярний сезон | Регулярний сезон | Плей-оф | Плей-оф | Плей-оф | Плей-оф | Плей-оф |
| Сезон        | Клуб                   | Ліга         | І                | Г                | П                | О                | ШХ               | І       | Г       | П       | О       | ШХ      |
| ------------ | ---------------------- | ------------ | ---------------- | ---------------- | ---------------- | ---------------- | ---------------- | ------- | ------- | ------- | ------- | ------- |
| 1997–98      | «Дукла» (Тренчин)      | Слов.        | 1                | 1                | 0                | 1                | 0                | —       | —       | —       | —       | —       |
| 1998–99      | «Дукла» (Тренчин)      | Слов.        | 33               | 11               | 9                | 20               | 6                | 3       | 1       | 0       | 1       | 2       |
| 1999–00      | «Дукла» (Тренчин)      | Слов.        | 50               | 25               | 21               | 46               | 34               | 5       | 1       | 2       | 3       | 2       |
| 2000–01      | «Міннесота Вайлд»      | НХЛ          | 71               | 18               | 18               | 36               | 32               | —       | —       | —       | —       | —       |
| 2001–02      | «Міннесота Вайлд»      | НХЛ          | 78               | 30               | 37               | 67               | 34               | —       | —       | —       | —       | —       |
| 2002–03      | «Міннесота Вайлд»      | НХЛ          | 81               | 30               | 35               | 65               | 46               | 18      | 9       | 8       | 17      | 6       |
| 2003–04      | «Дукла» (Тренчин)      | Слов.        | 9                | 10               | 3                | 13               | 10               | —       | —       | —       | —       | —       |
| 2003–04      | «Міннесота Вайлд»      | НХЛ          | 65               | 18               | 22               | 40               | 16               | —       | —       | —       | —       | —       |
| 2004–05      | «Дукла» (Тренчин)      | Слов.        | 29               | 25               | 27               | 52               | 46               | 12      | 8       | 9       | 17      | 26      |
| 2004–05      | «Фер'єстад»            | ШХЛ          | 12               | 6                | 4                | 10               | 45               | —       | —       | —       | —       | —       |
| 2005–06      | «Міннесота Вайлд»      | НХЛ          | 65               | 38               | 28               | 66               | 64               | —       | —       | —       | —       | —       |
| 2006–07      | «Міннесота Вайлд»      | НХЛ          | 48               | 30               | 27               | 57               | 40               | 5       | 3       | 1       | 4       | 8       |
| 2007–08      | «Міннесота Вайлд»      | НХЛ          | 77               | 42               | 41               | 83               | 63               | 6       | 0       | 1       | 1       | 4       |
| 2008–09      | «Міннесота Вайлд»      | НХЛ          | 17               | 13               | 10               | 23               | 2                | —       | —       | —       | —       | —       |
| 2009–10      | «Нью-Йорк Рейнджерс»   | НХЛ          | 76               | 42               | 44               | 86               | 37               | —       | —       | —       | —       | —       |
| 2010–11      | «Нью-Йорк Рейнджерс»   | НХЛ          | 62               | 22               | 26               | 48               | 18               | 5       | 1       | 1       | 2       | 2       |
| 2011–12      | «Нью-Йорк Рейнджерс»   | НХЛ          | 82               | 41               | 35               | 76               | 34               | 20      | 5       | 6       | 11      | 2       |
| 2012–13      | «Нью-Йорк Рейнджерс»   | НХЛ          | 35               | 9                | 10               | 19               | 8                | —       | —       | —       | —       | —       |
| 2012–13      | «Колумбус Блю-Джекетс» | НХЛ          | 12               | 3                | 5                | 8                | 6                | —       | —       | —       | —       | —       |
| 2013–14      | «Колумбус Блю-Джекетс» | НХЛ          | 22               | 6                | 8                | 14               | 6                | —       | —       | —       | —       | —       |
| 2013–14      | «Лос-Анджелес Кінгс»   | НХЛ          | 19               | 5                | 11               | 16               | 4                | 26      | 14      | 8       | 22      | 6       |
| 2014–15      | «Лос-Анджелес Кінгс»   | НХЛ          | 69               | 27               | 20               | 47               | 16               | —       | —       | —       | —       | —       |
| 2015–16      | «Лос-Анджелес Кінгс»   | НХЛ          | 54               | 12               | 10               | 22               | 20               | 4       | 0       | 1       | 1       | 2       |
| 2016–17      | «Лос-Анджелес Кінгс»   | НХЛ          | 56               | 10               | 11               | 21               | 18               | —       | —       | —       | —       | —       |
| 2017–18      | «Лос-Анджелес Кінгс»   | НХЛ          | 30               | 7                | 7                | 14               | 18               | —       | —       | —       | —       | —       |
| Усього в НХЛ | Усього в НХЛ           | Усього в НХЛ | 1019             | 403              | 405              | 808              | 486              | 84      | 32      | 26      | 58      | 30      |

### Збірна
| Рік                | Команда            | Турнір             | Місце              | І  | Г  | П  | О  | ШХ |
| ------------------ | ------------------ | ------------------ | ------------------ | -- | -- | -- | -- | -- |
| 1998               | Словаччина         | ЮЧЄ                | 6-е                | 6  | 2  | 1  | 3  | 0  |
| 1999               | Словаччина         | МЧС                | 3                  | 6  | 3  | 0  | 3  | 2  |
| 1999               | Словаччина         | ЮЧС                | 3                  | 7  | 3  | 8  | 11 | 2  |
| 2000               | Словаччина         | МЧС                | 9-е                | 7  | 3  | 1  | 4  | 0  |
| 2000               | Словаччина         | ЮЧС                | 5-е                | 6  | 6  | 2  | 8  | 12 |
| 2001               | Словаччина         | ЧС                 | 7-е                | 7  | 2  | 1  | 3  | 0  |
| 2004               | Словаччина         | ЧС                 | 4-е                | 9  | 4  | 2  | 6  | 4  |
| 2004               | Словаччина         | КС                 | 7-е                | 4  | 1  | 0  | 1  | 2  |
| 2005               | Словаччина         | ЧС                 | 5-е                | 7  | 3  | 1  | 4  | 6  |
| 2006               | Словаччина         | ОІ                 | 5-е                | 6  | 3  | 4  | 7  | 4  |
| 2007               | Словаччина         | ЧС                 | 6-е                | 6  | 5  | 6  | 11 | 14 |
| 2010               | Словаччина         | ОІ                 | 4-е                | 7  | 4  | 1  | 5  | 6  |
| 2011               | Словаччина         | ЧС                 | 10-е               | 6  | 2  | 1  | 3  | 0  |
| 2015               | Словаччина         | ЧС                 | 9-е                | 7  | 4  | 2  | 6  | 8  |
| Молодіжна збірна   | Молодіжна збірна   | Молодіжна збірна   | Молодіжна збірна   | 32 | 17 | 12 | 29 | 16 |
| Національна збірна | Національна збірна | Національна збірна | Національна збірна | 59 | 28 | 18 | 46 | 44 |
| 2016               | Європа             | КС                 |                    | 7  | 4  | 2  | 6  | 8  |